# 12223 Hoskin
12223 Hoskin eller 1983 TX är en asteroid i huvudbältet som upptäcktes den 8 oktober 1983 av Oak Ridge-observatoriet. Den är uppkallad efter Michael A. Hoskin.
Den tillhör asteroidgruppen Eos.